# Jornal Nacional (Rede Globo)
Das Jornal Nacional (deutsch: Nationales Journal [ʒox'naw nasjo'naw]; Kurzform JN) ist eine Nachrichtensendung des brasilianischen Medienunternehmens Rede Globo. Sie wird seit dem 1. September 1969 als Hauptnachrichtensendung ausgestrahlt und ist in Brasilien zur Hauptsendezeit am Abend täglich außer sonntags als wichtigste Fernseh-Informationsquelle sehr beliebt. Maßgebende Nachrichtenmoderatoren sind Chefredakteur William Bonner und Renata Vasconcellos. Die Studios befinden sich in der Südlichen Zone von Rio de Janeiro, im Stadtviertel Jardim Botânico.

## Präsentationsstil
In lockerem Stil wird das Jornal Nacional präsentiert, das zwischen zwei Telenovelas eingebettet ist. Seit Bestehen der Sendung beginnt das JN immer nach der „Novela das sete“ (Sieben-Uhr-Telenovela) und vor der „Novela das nove“ (Neun-Uhr-Telenovela), etwa um 20.30 Uhr. Einen exakten Sendebeginn gibt es nicht, weil die Sieben-Uhr-Telenovela ein unterschiedliches Ende haben kann. Vielen Brasilianern ist das Vorspannthema bestens bekannt und ebenso vertraut wie die Melodie der Nationalhymne.
Am 27. April 2015 hat sich die Präsentation des JN gewandelt. Die Sprecher sitzen seither nicht nur an einer modernen Tischplatte, sondern auch in einem breiteren, freieren Raum, der Mobilität ermöglicht. Durch die neue Aufteilung des Studios können die Moderatoren sich frei durch das Studio bewegen und die Nachrichten im Stehen und Gehen sowie aus verschiedenen Winkeln präsentieren.
Zu den Moderatoren: meist zu zweit im Studio, geben sie mehrmals während der Sendung ihre Meinung zu brisanten oder skurrilen Ereignissen bekannt. Traurigkeit verbergen sie oftmals nicht. Unvergesslich sind zum Beispiel die tränenden Augen und die erstickte Stimme von Moderator William Bonner, als Roberto Marinho starb, der Gründer des Kommunikationskonzerns Grupo Globo, zu dem auch TV Globo gehört, in dem das Jornal Nacional ausgestrahlt wird.
Die Nachrichten werden von den Brasilianern zum großen Teil als vertrauenswürdig eingestuft.
Am 19. Juli 2017 bekam der Nachrichtensender ein neues Sendestudio. Unter den vorgestellten Neuerungen umgibt das bisher getrennte Studio den Newsroom in einem Kreis. Die Kameras werden nun ferngesteuert. Der kreisförmige Teil ist mit einer gebogenen transluzenten Glasscheibe von 15 Metern Breite ausgestattet, auf der die Moderatoren mit den Reportern in Live-Eingängen interagieren können, sowie einen anderen Bildschirm, auf der die Illustrationen in Höhe und Breite von 3 × 16 m im Newsroom erscheinen.